# Člověk z půdy
Člověk z půdy, hudební komedie, je divadelní hra Jiřího Suchého. Premiéru měla 30. října 1959 v pražském divadélku ve Smečkách (což je dnešní sídlo Činoherního klubu) jakožto první představení Semaforu. Hudbu ke hře a k písničkám složil Jiří Šlitr, pod režií jsou podepsáni Václav Lohniský, Jiří Němeček a Jiří Vrba. Hra měla celkem 228 představení. V roce 1976 byla v Semaforu nově nastudována.
Na námětu hry Člověk z půdy pracoval s Jiřím Suchým Ivan Vyskočil (pod názvem Ten z půdy či Podej mi ruku).

## Děj
Spisovatel Antonín Sommer se straní společnosti a žije na půdě, kde ho občas vyrušují ze soustředění milenci. Jednou si ale jednu dvojici (Petra a Martinu) pozve k sobě a chystá se je zapsat do svého nového románu. Na scéně se ale objeví Malý lord, postava z dřívější spisovatelovy knihy, který ničí všechny její výtisky, aby se mohl osvobodit ze spisovatelova vlivu. Zachrání jak milence, tak Hedviku, postavu ze Sommerova nového románu, jejíž duše podle knihy pobývá na Měsíci. Ve hře také vystupuje čtveřice mužů, kteří nahrazují obvyklá revuální girls (zvaní girlsáci).

## Písničky
- K smíchu toto představení
- Pramínek vlasů
- Ten kdo leze po žebříku
- Hledám všude svoje spisy
- Vstupní árie Malého lorda
- Mušketýr
- Včera neděle byla
- Dítě školou povinné
- Barová lavice
- Můra šedivá
- Nemá cenu bát se tmy
- Léta dozrávání
- Pane Sommer, adie

## Člověk z půdy v Semaforu

### Inscenace z roku 1959

#### Osoby a obsazení
- Petr – Karel Brožek, Karel Charvát, Ivan Dvořák
- Martina – Marie Poslušná, Pavlína Filipovská
- Antonín Sommer – Miloš Kopecký, Miroslav Horníček, František Filipovský
- Hedvika – Renata Tůmová, Xandra Schránilová
- Malý lord – Jiří Suchý, Rostislav Černý
- Přemysl – Karel Štědrý, Waldemar Matuška
- Nezamysl – Josef Vondráček, Karel Charvát, Waldemar Matuška, Zdeněk Braunschläger
- Výmysl – Rostislav Černý, Karel Brožek, Václav Štekl
- Nesmysl – Pavel Linhart, Josef Liška

#### Technicko-umělecké zázemí
- Výprava: Zbyněk Hloch, Jaromil Jireš
- Výtvarná spolupráce: Běla Novotná
- Pohybová spolupráce: Štěpán Koníček
- Technická spolupráce: Bohumil Paleček, Antonín Kedzierski, František Dvořák, Vladimír Hrabánek, František Vitásek

Hraje Ferdinand Havlík s orchestrem divadla Semafor.

#### Záznamy hry

##### Zvukové
- Člověk z půdy (Supraphon, 1960)
- Člověk z půdy (Supraphon, 1989)
- Člověk z půdy (Klokočí, Primus, 1996)
- Člověk z půdy a další, Písničky ze Semaforu 4 (Bonton, 1997)

Zvukové úryvky ze hry vyšly na výběrových LP Divadlo Semafor 1959 - 1969, 1, Supraphon, 1978 (písničky K smíchu toto představení, Hledám všude svoje spisy, Včera neděle byla a Pane Sommer, adie) a na 3LP Divadla malých forem, Supraphon, 1965.

##### Obrazové
Obrazový záznam hry byl pořízen 13. března 1961 Československou televizí, roku 2006 vyšel na DVD v edici X krát divadlo časopisu Reflex (vydavatelství Thespis) jako první DVD této edice. Na tomto obrazovém záznamu hrají Miroslav Horníček, Rostislav Černý, Ivan Dvořák, Pavlína Filipovská, Zdeněk Braunschläger, Waldemar Matuška, Václav Štekl a Renata Tůmová.
Některé písničky z tohoto záznamu vyšly také na DVD Největší hity 2 (2007).
Malý fragment představení je také k vidění v dobové minutové televizní reportáži nazvané Smích je když (záběry na smějící se publikum a píseň Nemá cenu bát se tmy). Roli Malého lorda hraje Jiří Suchý. Reportáž Smích je když byla také použita v dokumentárním seriálu Semafor atd. (1999).

### Inscenace z roku 1977
Hra byla v Semaforu znovu nastudována v roce 1976, první představení se konalo 21. prosince 1976, oficiální premiéra pak 11. ledna 1977.

#### Osoby a obsazení
- Martina – Petra Havlíková
- Petr – Robert Růžek
- Přemysl – Ferdinand Havlík
- Nezamysl – Eugen Jegorov
- Výmysl – Václav Veselý
- Úmysl – Vladimír Klusák
- Důmysl – Jiří Datel Novotný
- Nesmysl – Jiří Hájek
- Hedvika – Hana Talpová (j.h.)
- Červená karkulka – Zuzana Burianová
- Antonín Sommer – Jiří Suchý

#### Technicko-umělecké zázemí
- režie: Jiří Suchý a Evald Schorm
- hudba: Ferdinand Havlík
- texty písní: Jiří Suchý
- výprava: Běla Suchá
- choreografie: Hana Machová
- dramaturgie: Darina Kubová

#### Zvukové záznamy hry
Kompletní záznam představení vyšel na 2CD v rámci šestidiskového kompletu Hry (2009). Zvukové úryvky ze hry vyšly na výběrovém LP Písničky a povídání ze Semaforu, Panton, 1977 (píseň Mušketýr a monolog Malého lorda).

## Člověk z půdy v jiných divadlech
Hru uvedlo Činoherní studio JAMU 19. duben 1974 v režii Miroslava Krobota. Hráli: Zdeněk Junák (Antonín Sommer), Hana Doulová (Martina), Vítězslav Kryške (Petr), Přemysl Přichystal (Malý lord), Eva Rovenská (Hedvika), Vladimír Míka, Vladimír Volf, Vladimír Horčica a Karel Mišurec (vědci).
Premiéru hry v sále Divadla Na Prádle v Praze oznámilo na 14. června 2007 divadlo Uvidíme. Hra byla nastudována režisérem Petrem Smyczkem, hrají Mikuláš Outrata, Katka Stuparičová, Tomáš Tománek, Jan Donáth, Eva Burachovičová.  [nedostupný zdroj]

## Knižní vydání textu hry
- Semafor (Československý spisovatel, 1964, 2. vydání 1965) – text hry ve zkrácené a upravené podobě
- Člověk z půdy (DILIA, 1976, dotisk 1983) – cyklostylové vydání převzaté ze zkráceného textu z publikace Semafor
- Začalo to Redutou (Orbis, 1964; sborník) – pouze ukázka, ovšem bližší autorské verzi
- Encyklopedie Jiřího Suchého, svazek 9, divadlo 1959–1962 (Karolinum a Pražská imaginace, Praha 2002)
- text verze z roku 1977: Encyklopedie Jiřího Suchého, svazek 12, divadlo 1975–1982, Karolinum a Pražská imaginace, Praha 2003: s. 63–97.

## Film
Podle hry napsal Jiří Suchý v roce 1986 filmový scénář. Film byl připravován ve Filmovém studiu Gottwaldov (dramaturg Jan Gogola), nikdy ale nevznikl. Text scénáře vyšel v knize Encyklopedie Jiřího Suchého, svazek 16, film 1964–1988 (Karolinum a Pražská imaginace, Praha 2004). Děj filmu je prokládán písničkami.

### Písničky
- Na okně seděla kočka
- Hledám všude svoje spisy
- Když tak světem jedu
- Bleděmodrý sen
- Včera neděle byla (upravený text)
- Ach, ta láska nebeská
- Čistá práce
- Dítě školou povinné
- Píseň pilných trpaslíků
- Proč?
- Panne Sommer, adie

## Rozhlasový záznam
V roce 1963 byl Člověk z půdy nahrán pro Československý rozhlas v obsazení René Gabzdyl (Petr), Marie Poslušná (Martina), Miroslav Horníček (Antonín Sommer), Renata Tůmová (Hedvika) a Jiří Suchý (Malý lord). Nahrávka vyšla v roce 1996 na CD (Primus a Klokočí).